# Józef Ignacy Kraszewski

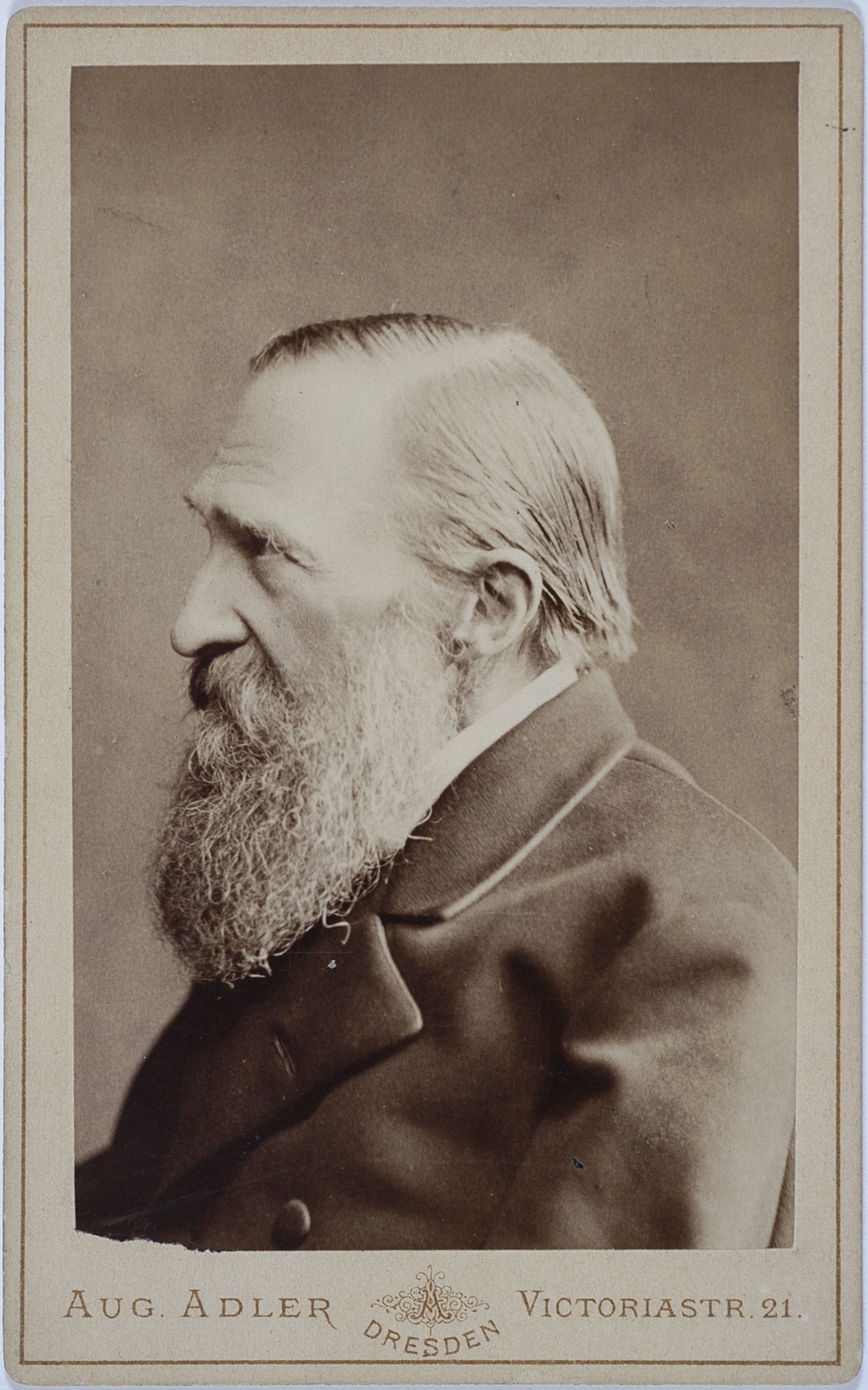
Józef Ignacy Kraszewski (um 1880)

Józef Ignacy Kraszewski, Herb Jastrzębiec, Pseudonym: Bogdan Bolesławita (* 28. Juli 1812 in Warschau; † 19. März 1887 in Genf) war ein polnischer Schriftsteller. Er ist vor allem für seine Serie historischer Romane Dzieje Polski („Die Geschichte Polens“) sowie die Sachsentrilogie bekannt.

## Leben
Józef Ignacy Kraszewski wurde in Warschau als ältester Sohn einer wenig begüterten polnischen Adelsfamilie (Szlachta) geboren. Er studierte in Wilna Medizin, dann Philosophie und war ein Anhänger des Novemberaufstands von 1830.
Im Jahr 1861 war er Mitglied des Warschauer Selbstverwaltungsorgans Delegacja Miejska. Nach dem Januaraufstand 1863 entging er nur durch Flucht der Verbannung nach Sibirien. Eigentlich beabsichtigte er, nach Frankreich zu emigrieren, verblieb jedoch in der sächsischen Residenzstadt Dresden, die er am 3. Februar 1863 erreichte. Hier traf er eine große Anzahl von Landsleuten an und engagierte sich bei Hilfsaktionen für polnische Flüchtlinge. Anfangs nahm er in der Innenstadt verschiedene Wohnungen (Pillnitzer Straße, Augustusstraße, Hauptstraße, Dippoldiswalder Gasse, Blumenstraße u. a.).
Von Dresden aus begab sich Kraszewski 1863/64 und 1868 auf Reisen in die Schweiz, nach Italien, Frankreich und Belgien und besuchte auch die Städte Köln, Berlin und Leipzig. Seine Reiseeindrücke schilderte er als Fortsetzungsartikel für eine polnische Zeitung; später erschien damit, in einer Auswahl, ein Buch mit dem Titel „Reiseblätter“.
1869 wurde seinem Antrag auf die Erlangung der sächsischen Staatsangehörigkeit entsprochen. Mit dieser Voraussetzung erwarb er 1873 schließlich ein von einem Garten umgebenes Anwesen in Dresden, Nordstraße 27 (später 28). Im Jahr seines 50. Schriftstellerjubiläums konnte er 1879 ein größeres Gebäude auf der Nordstraße 31 kaufen. Dieses bewohnte er bis 1883, als er nach über 20 Jahren des Dresdner Exils schließlich der Arbeit für den französischen Geheimdienst bezichtigt und in Berlin verhaftet wurde.
Nach der Verhandlung vor dem Reichsgericht in Leipzig verurteilte man ihn zu dreieinhalb Jahren Festungshaft in Magdeburg. Durch seinen schlechten Gesundheitszustand wurde Kraszewski 1885 gegen Kaution zu einem Genesungsurlaub entlassen. Nach Dresden zurückgekehrt, verkaufte er sein Grundstück und verließ die Stadt, um in San Remo ein neues Domizil zu suchen. Hier hoffte er nicht nur, seine Gesundheit wiederherzustellen, sondern auch einer erneuten Inhaftierung zu entgehen. Aus Angst vor eventueller Auslieferung entschied er sich schließlich zu einem neuerlichen Ortswechsel nach Genf. Dort verstarb Kraszewski, vier Tage nach seiner Ankunft. Er wurde in der Krypta der St.-Michael-und-Stanislaus-Kirche in Krakau beigesetzt.
Kraszewski hinterließ etwa 240 Romane und Erzählungen. Mit seinen sechs zwischen 1873 und 1885 in Dresden entstandenen Sachsen-Romanen – August der Starke, Gräfin Cosel, Flemmings List, Graf Brühl, Aus dem Siebenjährigen Krieg und Der Gouverneur von Warschau – schuf er ein umfassendes und farbenprächtiges Zeitgemälde Kursachsens und Polens, dessen Wahlkönige von 1697 bis 1763 Kurfürst Friedrich August I. (August der Starke, als polnischer König: August II.) und sein Sohn Kurfürst Friedrich August II. (als polnischer König: August III.) waren.
Zunächst wurde 1968 eines seiner Bücher verfilmt: Gräfin Cosel. Knapp 20 Jahre später griff die DEFA den Stoff erneut auf und widmete eine sechsteilige Fernsehreihe der sogenannten Sachsentrilogie, die in den Jahren 1983/84 und 1987 in der DDR unter dem Titel Sachsens Glanz und Preußens Gloria verfilmt wurde – darunter auch eine Neufassung der Gräfin Cosel. Regie führte Hans-Joachim Kasprzik.

## Museum

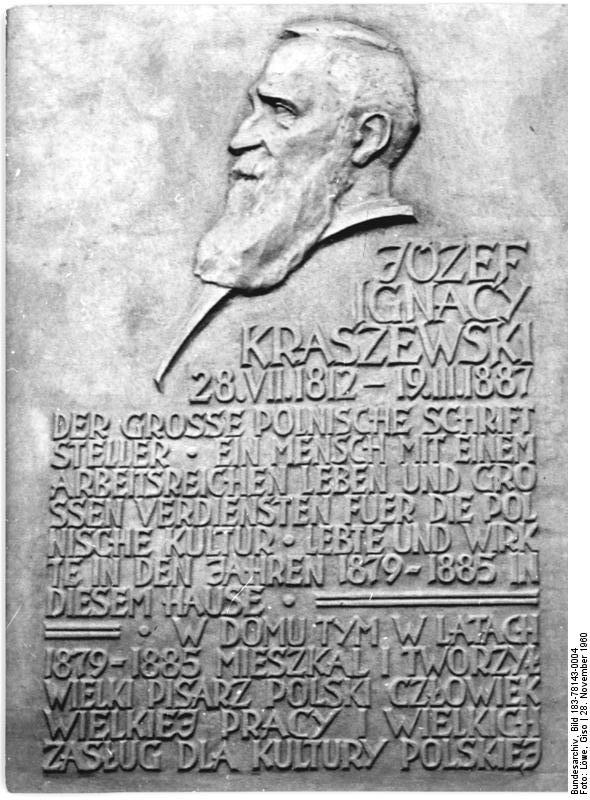
Gedenktafel am Kraszewski-Museum in Dresden

Im ehemals von Kraszewski bewohnten Grundstück Nordstraße 28 (Lage) in Dresden befindet sich seit 1960 das Kraszewski-Museum.
Anlässlich der 65-jährigen Städtepartnerschaft von Breslau und Dresden 2024 wurde am 8. Juni 2024 durch den Breslauer Vizestadtpräsidenten Jakub Mazur ein dritter Breslauer Zwerg an Dresdens Oberbürgermeister Dirk Hilbert überreicht. Dieser ist Kraszewski gewidmet und trägt eine Feder, ein Buch und einen Koffer. Er wurde im Garten des Museums im Rahmen der Polnisch-Deutschen Festtage vom 15. bis 17. November 2024 eingeweiht.

## Einfluss auf die litauische Literatur
Das litauische Volk stand jahrhundertelang unter polnischem Einfluss (→ Polen-Litauen). Ähnlich dem finnischen Epos Kalevala, dem estnischen Kalevipoeg und dem lettischen Lāčplēsis schuf Kraszewski (litauisch Juozapas Ignotas Kraševskis) ein dreiteiliges Epos Anafielas (1840–1845) aus litauischen mythologischen Quellen. Er führte in seine polnische Version bereits viele Zitate in litauischer Sprache ein. Der erste Teil wurde von Audrius Vištelis ins Litauische übersetzt. Diese Witolorauda (Klage des Witold) hat laut Scholz den Rang eines litauischen Nationalepos. Eine deutsche Übersetzung von Albert Zipper folgte 1881, blieb aber bisher unveröffentlicht in der Krakauer Jagiellonenbibliothek.
Ebenfalls 1881 schrieb Kraszewski einen Roman über den Kampf der Litauer gegen deutsche Ritter unter dem Titel Ksiądz (Der Priester).

## Werke
Alphabetisch sortiert
- Barani Kożuszek (1881)
- Biografia Sokalskiego organisty Kotlety
- Boża czekoladka (1858)
- Boża opieka. Powieść osnuta na opowiadaniach XVIII wieku
- Bracia rywale
- Bratanki
- Brühl  (1874)
- Budnik (1847)
- Całe życie biedna
- Caprea i Roma (1859)
- Cet czy licho?
- Chata za wsią (1842)
- Czarna Perełka (1871)
- Czasy kościuszkowskie
- Czercza mogiła
- Cześnikówny
- Cztery wesela
- Diabeł (1855)
- Dola i niedola. Powieść z ostatnich lat XVIII wieku (1864)
- Dwa światy (1856)
- Dziad i baba
- Dziadunio (1868)
- Dzieci wieku (1857)
- Dziecię Starego Miasta (1863)
- Dziennik Serafiny (1876)
- Dziwadła
- Emisariusz
- Ewunia
- Głupi Maciuś
- Grzechy hetmańskie. Obrazy z końca XVIII wieku
- Herod baba
- Historia kołka w płocie (1860)
- Historia o bladej dziewczynie spod Ostrej Bramy
- Historia o Janaszu Korczaku i o pięknej miecznikównie: powieść z czasów Jana Sobieskiego (1874)
- Historia Sawki (1842)
- Hołota
- Hrabina Cosel (1873, e-book)
- Interesa familijne
- Jak się pan Paweł żenił i jak się ożenił
- Jaryna (1850)
- Jermoła (Iermola, 1857)
- Jesienią
- Kamienica w Długim Rynku
- Kartki z podróży
- Kawał literata (1875)
- Klasztor
- Klin klinem
- Komedianci
- Kopciuszek
- Kordecki
- Kościół Świętomichalski w Wilnie
- Król i Bondarywna. Powieść historyczna
- Krzyż na rozstajnych drogach
- Krzyżacy 1410
- Kunigas (1881)
- Kwiat paproci
- Lalki: sceny przedślubne
- Latarnia czarnoksięska (1843–1844)
- Listy do rodziny
- Lublana
- Ładny chłopiec
- Ładowa Pieczara (1852)
- Macocha
- Maleparta
- Męczennicy. Marynka
- Męczennicy. Na wysokościach
- Milion posagu
- Mistrz Twardowski (1840)
- Mogilna. Obrazek współczesny
- Morituri (1874–1875)
- Moskal: obrazek współczesny narysowany z natury (1865)
- Na bialskim zamku
- Na cmentarzu – na wulkanie
- Na tułactwie
- Na wschodzie. Obrazek współczesny (1866)
- Nad modrym Dunajem
- Nad Sprewą
- Nera
- Niebieskie migdały
- Noc majowa
- Ongi
- Orbeka
- Ostap Bondarczuk (1847)
- Ostatni z Siekierzyńskich (1851)
- Ostrożnie z ogniem
- Pałac i folwark
- Pamiętnik Mroczka (1870)
- Pamiętnik panicza
- Pamiętniki
- Pan i szewc
- Pan Karol
- Pan Major
- Pan na czterech chłopach (1879)
- Pan Walery
- Panie kochanku: anegdota dramatyczna w trzech aktach
- Papiery po Glince
- Pod Blachą: powieść z końca XVIII wieku (1881)
- Poeta i świat (1839)
- Polska w czasie trzech rozbiorów 1772–1799
- Pomywaczka: obrazek z końca XVIII wieku
- Powieść bez tytułu (1854)
- Powrót do gniazda (1875)
- Półdiablę weneckie
- Profesor Milczek
- Przed burzą
- Przygody pana Marka Hinczy. Rzecz z podań życia staroszlacheckiego
- Pułkownikówna
- Ramułtowie
- Raptularz pana Mateusza Jasienickeigo. Z oryginału przepisany mutatis mutandis
- Resurrecturi
- Resztki życia
- Roboty i prace: sceny i charaktery współczesne
- Rzym za Nerona (1865)
- Sąsiedzi
- Sceny i charaktery z życia powszedniego (1878)
- Sceny sejmowe. Grodno 1793 (1873)
- Sekret pana Czuryły. Historia jednego rezydenta wedle podań współczesnych opowiedziana
- Serce i ręka (1875)
- Sfinks (1847)
- Sieroce dole
- Skrypt Fleminga
- Sprawa kryminalna
- Stara baśń (1876)
- Stańczykowa kronika od roku 1503 do 1508 (1841)
- Stara Panna
- Staropolska miłość
- Starosta warszawski: obrazy historyczne z XVIII wieku
- Starościna Bełska: opowiadanie historyczne 1770–1774
- Stary sługa
- Sto Diabłów
- Syn marnotrawny (1879)
- Szalona (1880)
- Szaławiła
- Szpieg (1864)
- Śniehotowie
- Tomko Prawdzic
- Trapezologion
- Tryumf wiary. Obrazek historyczny z czasów Mieczysława I-go
- Tułacze (1868)
- U babuni
- Ulana (1842)
- W baśń oblekły się dzieje
- W pocie czoła. Z dziennika dorobkiewicza (1884)
- W starym piecu
- Warszawa 1794 (1873)
- Wielki nieznajomy
- Wielki świat małego miasteczka
- Wilczek i wilczkowa
- Wspomnienia Odessy, Jedysanu i Budżaku: dziennik przejażki w roku 1843 od 22 czerwca do 11 września
- Wspomnienia Wołynia, Polesia i Litwy
- Z chłopa król
- Z siedmioletniej wojny (1875)
- Z życia awanturnika
- Zadora
- Zaklęta księżniczka
- Zemsta Czokołdowa
- Złote jabłko
- Złoty Jasieńko
- Zygmuntowskie czasy. Powieść z roku 1572 (1846)
- Zygzaki
- Żacy krakowscy w roku 1549 (Kraków Students in 1549)
- Żeliga
- Żyd: obrazy współczesne (The Jew:  Contemporary Pictures, 1866)
- Żywot i przygody hrabi Gozdzkiego. Pan starosta Kaniowski
- Żywot i sprawy Imć pana Medarda z Gołczwi Pełki z notat familijnych spisane (1876)
- Roman-Serie Dzieje Polski (Die Geschichte Polens) – 29 Historische Romane über die Geschichte Polens in chronologischer Reihenfolge (1876–90)
  - Adama Polanowskiego dworzanina króla Jegomości Jana III notatki
  - Bajbuza: czasy Zygmunta III
  - Banita: czasy Stefana Batorego
  - Biały książę: czasy Ludwika Węgierskiego
  - Boleszczyce: powieść z czasów Bolesława Szczodrego
  - Boży gniew: czasy Jana Kazimierza
  - Bracia Zmartwychwstańcy: powieść z czasów Chrobrego
  - Dwie królowe
  - Historia prawdziwa o Petrku Właście palatynie, którego zwano Duninem: opowiadanie historyczne z XII wieku
  - Infantka
  - Jaszka Orfanem zwanego żywota i spraw pamiętnik: Jagiełłowie do Zygmunta
  - Jelita: powieść herbowa z r. 1331
  - Kraków za Łokietka: powieść historyczna
  - Król Chłopów: powieść historyczna z czasów Kazimierza Wielkiego
  - Król Piast: (Michał książę Wiśniowiecki)
  - Królewscy synowie: powieść z czasów Władysława Hermana i Krzywoustego
  - Lubonie: powieść z X wieku
  - Masław
  - Matka królów: czasy Jagiełłowe
  - Na królewskim dworze: czasy Władysława IV
  - Pogrobek: powieść z czasów przemysławowskich
  - Saskie ostatki: August III
  - Semko: czasy bezkrólewia po Ludwiku
  - Jagiełło i Jadwiga
  - Stach z Konar: powieść historyczna z czasów Kazimierza Sprawiedliwego
  - Stara baśń (1876)
  - Strzemieńczyk: czasy Władysława Warneńczyka
  - Syn Jazdona: powieść historyczna z czasów Bolesława Wstydliwego i Leszka Czarnego
  - Waligóra: powieść historyczna z czasów Leszka Białego
  - Za Sasów

## Deutsche Übersetzungen (Auswahl)
- „Meister Twardowski. Der polnische Faust“, Übersetzung von Hans Max, Wien ohne Jahr.
- „Morituri“, Übersetzung von Philipp Löbenstein, Leipzig 1878.
- „Jermola der Töpfer“, Übersetzer unbekannt, Berlin 1947.
- „Wie Herr Paul freite. Wie Herr Paul heiratete“, Übersetzung von Malvina Landesberger, Leipzig ohne Jahr.
- „Reiseblätter“, Übersetzung von Caesar Rymarowicz, Berlin 1986.
- „Tagebuch eines jungen Edelmannes“, Übersetzung von Henryk Bereska, Berlin 1955.
- „Geliebte des Königs“, Übersetzung von Waldemar Krause, Rudolstadt 1956.
- „König August der Starke“, Übersetzung von Kristiane Lichtenfeld, Leipzig 1997.
- „Gräfin Cosel“, Überarbeitung einer alten anonymen Übersetzung von Elfriede Bergmann, Philipp Reclam jun. Leipzig, 1977 (Autorisierte Ausgabe in zwei Bänden, Wien, Pest, Leipzig, A. Hartleben’s Verlag 1880) (1. Teil der Sachsentrilogie)
- „Flemmings List“, Übersetzung von Hubert Sauer-Zur, Leipzig 1996.
- „Brühl“, Übersetzung von Alois Hermann, Rudolstadt 1952. (2. Teil der Sachsentrilogie)
- „Aus dem Siebenjährigen Krieg“, Übersetzung von Alois und Liselotte Hermann, Rudolstadt 1953. (3. Teil der Sachsentrilogie)
- „Der Gouverneur von Warschau“, Übersetzung von Kristiane Lichtenfeld, Berlin 2003.
- „Der Jude“, Übersetzer unbekannt, Jahr und Ort unbekannt.
- „Die zwei Alten“, Übersetzer unbekannt, Warschau ohne Jahr.
- „Der Dichter und die Welt“, Übersetzung von W. Constant, Berlin ohne Jahr.
- „Ein heroisches Weib“, Übersetzung von Julius Meixner, Stuttgart 1885.
- Dante. Vorlesungen ueber die Goettliche Komoedie gehalten in Krakau und Lemberg 1867 von J. I. Kraszewski. Übersetzung: S. Bohdanowicz. Dresden 1870, online

## Sekundärliteratur
- Elżbieta Szymańska, Joanna Magacz: Kraszewski-Museum in Dresden, Warschau 2006. ISBN 83-89378-13-2
- Zofia Wolska-Grodecka, Brigitte Eckart: Kraszewski-Museum in Dresden, Warschau 1996. ISBN 83-904307-3-8
- Elżbieta Szymańska, Ulrike Bäumer: Andenken an das Kraszewski-Museum in Dresden, ohne Ort und Jahr.
- Victor Krellmann: Liebesbriefe mit ebenholzschwarzer Tinte. Der polnische Dichter Kraszewski im Dresdner Exil. In: Philharmonische Blätter 1/2004, Dresden 2004.
- Friedrich Scholz: Die Literaturen des Baltikums. Ihre Entstehung und Entwicklung. Westdeutscher Verlag, Opladen 1990. ISBN 3-531-05097-4